# آردارا، ساردینیا
آردارا، ساردینیا (به ایتالیایی: Ardara, Sardinia) یک کومونه در ایتالیا است که در استان ساساری واقع شده‌است.

## خصوصیات
آردارا ۳۸٫۰۷ کیلومترمربع مساحت و ۸۱۴ نفر جمعیت دارد و ۱۲۹ متر بالاتر از سطح دریا واقع شده‌است.